# 最爱 (1986年电影)
《最愛》（英語：Passion），是1986年上映的一部香港電影，由張艾嘉執導及編劇，張艾嘉、林子祥、繆騫人主演。劇情主題圍繞兩個女人在友情與愛情之間的周旋，是張艾嘉第二部執導的電影。張亦憑本片獲得第6屆香港電影金像獎最佳女主角及第23屆金馬獎最佳女主角。電影於1986年7月24日在香港上映。

## 演員
- 張艾嘉 飾 白芸
- 林子祥 飾 林俊彥
- 繆騫人 飾 吳明玉
- 黃曼 飾 吳明玉媽媽
- 鮑漢琳 飾 林俊彥爸爸
- 李麗珍 飾 霖霖，白芸女兒
- 羅美薇 飾 林家寶，吳明玉女兒
- 鍾景輝 飾 甘念和醫生
- 翁世傑 飾 阿傑
- 丁家強 飾 查理

## 電影歌曲

### 主題曲
| 歌名               | 演唱者 | 作曲   | 填詞   | 編曲   |
| 【粵】〈最愛是誰〉 | 林子祥 | 盧冠廷 | 潘源良 | 祖兒   |
| 【國】〈最愛〉     | 張艾嘉 | 李宗盛 | 鍾曉陽 | 李泰祥 |

### 插曲
| 歌名     | 演唱者 | 作曲   | 填詞   | 編曲 |
| 〈曾經〉 | 林子祥 | 林子祥 | 潘源良 | 祖兒 |

## 獎項
| 年份 | 頒獎典禮            | 獎項         | 獲提名                                              | 結果 |
| ---- | ------------------- | ------------ | --------------------------------------------------- | ---- |
| 1986 | 第23屆金馬獎        | 最佳劇情片   |                                                     | 提名 |
| 1986 | 第23屆金馬獎        | 最佳導演     | 張艾嘉                                              | 提名 |
| 1986 | 第23屆金馬獎        | 最佳女主角   | 張艾嘉                                              | 獲獎 |
| 1986 | 第23屆金馬獎        | 最佳女配角   | 繆騫人                                              | 獲獎 |
| 1986 | 第23屆金馬獎        | 最佳原著劇本 | 張艾嘉                                              | 提名 |
| 1986 | 第23屆金馬獎        | 最佳攝影     | 馬楚成                                              | 提名 |
| 1986 | 第23屆金馬獎        | 最佳剪輯     | 蔣國權                                              | 提名 |
| 1986 | 第23屆金馬獎        | 最佳美術設計 | 張叔平                                              | 獲獎 |
| 1986 | 第23屆金馬獎        | 最佳電影插曲 | 李宗盛、鍾曉陽、張艾嘉                              | 提名 |
| 1987 | 第6屆香港電影金像獎 | 最佳女主角   | 張艾嘉                                              | 獲獎 |
| 1987 | 第6屆香港電影金像獎 | 最佳剪接     | 蔣國權                                              | 提名 |
| 1987 | 第6屆香港電影金像獎 | 最佳美術指導 | 張叔平                                              | 提名 |
| 1987 | 第6屆香港電影金像獎 | 最佳音樂     | 盧冠廷                                              | 提名 |
| 1987 | 第6屆香港電影金像獎 | 最佳電影歌曲 | 〈最愛是誰〉 主唱：林子祥 作曲：盧冠廷 填詞：潘源良 | 獲獎 |
| 1987 | 第6屆香港電影金像獎 | 十大華語片   |                                                     | 獲獎 |

## 外部連結
- 香港影庫上《最愛》的資料（繁體中文）
- 開眼電影網上《最爱》的資料（繁體中文）
- 时光网上《最爱》的資料（简体中文）
- 豆瓣电影上《最爱》的資料 （简体中文）
- 互联网电影数据库（IMDb）上《最爱》的资料（英文）
- 爛番茄上《最爱》的資料（英文）